# 砂窝镇
砂窝镇，原为砂窝乡，是中华人民共和国河北省保定市阜平县下辖的一个乡镇级行政单位。2021年1月撤乡设镇。

## 行政区划
砂窝镇下辖以下地区：
河角新区社区、上堡新区社区、河彩村、砂台村、龙王庄村、龙王沟村、百亩台村、全庄村、大柳树村、仙湾村、黑印台村、碾子沟门村、林当沟村、盘龙台村和下堡村。